# Air Sebakul
Air Sebakul is een bestuurslaag in het regentschap Midden-Bengkulu van de provincie Bengkulu, Indonesië. Air Sebakul telt 1857 inwoners (volkstelling 2010).